# Heinrich Böhmcker

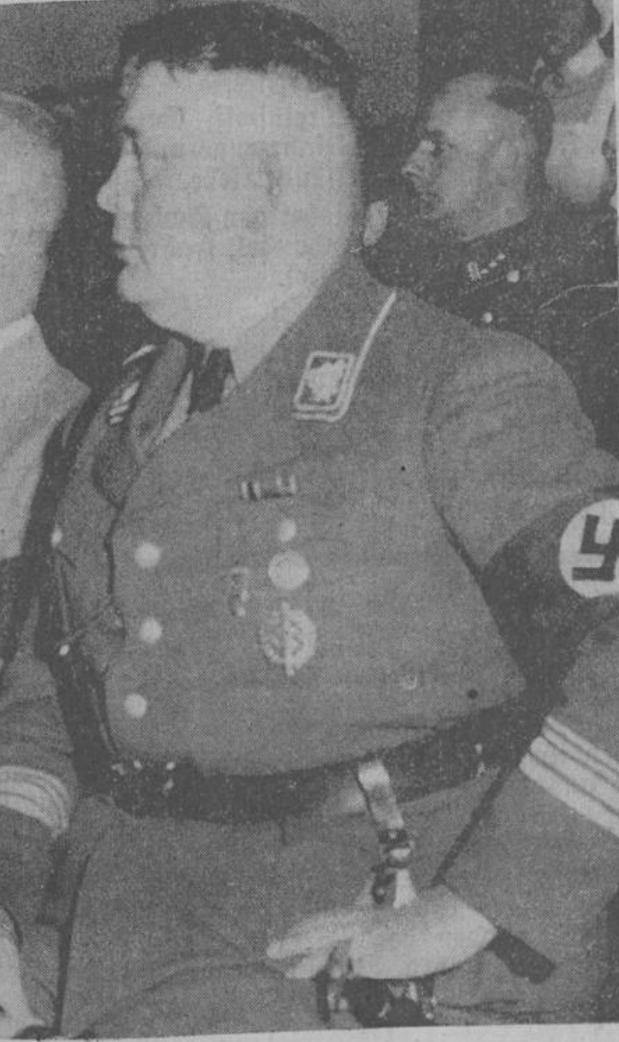
Böhmcker bei einem Staatsakt in Eutin im Jahr 1937

Johann Heinrich Adolph Böhmcker (* 22. Juli 1896 in Bosau-Braak; † 16. Juni 1944 in Hannover) war ein deutscher NSDAP-Politiker, SA-Obergruppenführer und Bremer Bürgermeister.

## Biografie
Böhmcker war der Sohn des Bauern Adolf Hermann Friedrich Böhmcker (geb. 21. August 1851) und dessen Ehefrau Elise Christine Sach (geb. 20. Mai 1854); er besuchte das Voß-Gymnasium in Eutin und ging 1914 mit dem Notabitur von der Schule ab. Im Ersten Weltkrieg diente er als Freiwilliger, bevor er von 1919 bis 1921 in Kiel, Göttingen und München Rechtswissenschaft studierte. Er war Mitglied der Corps Brunsviga Göttingen und Suevia Straßburg (Marburg 1919). Er bestand 1927 das Assessorexamen und wurde selbständiger Rechtsanwalt in Eutin.

## Aktive Mitarbeit in der NSDAP
Bereits 1925 war Böhmcker der SA beigetreten, zum 11. Januar 1926 trat er der NSDAP bei (Mitgliedsnummer 27.601). 1930 wählte man ihn in den Stadtrat Eutins und 1931 in den Oldenburgischen Landtag. Böhmcker war seit 1929 SA-Standartenführer und der örtliche Leiter der SA in Eutin. Er zählte zusammen mit dem Chirurgen Wolfgang Saalfeldt zu den „mit Abstand führenden“ Nationalsozialisten Eutins. Böhmcker war eine „Landsknechtsnatur“ und fiel insbesondere durch rabiate Teilnahme an Schlägereien auf, was ihm den Spitznamen „Latten-Böhmcker“ einbrachte. Trotzdem bzw. gerade deswegen wurde er 1932 Regierungspräsident des Landesteils Lübeck des seit Juni 1932 mit einer nationalsozialistischen Regierung versehenen Freistaates Oldenburg. In dieser Funktion befahl er 1933 die Errichtung des KZ Eutin, das ab Oktober 1934 zum Teil als KZ Ahrensbök weitergeführt wurde im Haus des Freiwilligen Arbeitsdiensts der Reichsbanner-Jugend (SPD), „die Schreie der Häftlinge bei Verhören waren bis zur Straße zu hören.“
Böhmcker avancierte 1934 zum Nachfolger des in Ungnade gefallenen Wilhelm Freiherr von Schorlemer als Kommandeur der SA-Gruppe Nordsee, einer territorialen Formation der SA mit tausenden von SA-Männern in 18 norddeutschen Städten von Minden bis Wilhelmshaven, die in 26 SA-Standarten mit ca. 250 SA-Stürmen organisiert waren (Stand 1936). 1936 gründete er den Eutiner Dichterkreis, in dem „heimatverbundene“ norddeutsche Schriftsteller engen Kontakt mit Nazi-Größen pflegten. Im selben Jahr kandidierte er erfolglos bei der Wahl zum Reichstag.

## Bürgermeister von Bremen
Nach der Auflösung des Landesteiles Lübeck wurde er am 16. April 1937 von Reichsstatthalter Carl Röver in das Amt des Bürgermeisters von Bremen eingesetzt, als Nachfolger des von Röver gestürzten Otto Heider. Senator Theodor Laue kritisierte diese Entscheidung und wurde im Mai 1937 als Senator entlassen. Mit Röver geriet Böhmcker in den Folgejahren jedoch immer wieder in Konflikt, da Röver die Stellung Oldenburgs stärken wollte und Böhmcker die Bremens. 1939 gelang es ihm, einige Gebietsveränderungen zugunsten der Stadt durchzusetzen. Anlässlich des dann abgesagten Besuchs von Hitler am 1. Juli 1939 in Bremen beauftragte Böhmcker seinen Mitarbeiter Theodor Spitta mit der Abfassung der Schrift „Bremens deutsche Sendung“; die  Broschüre „schwelgt in Kampfesmetaphorik, unterstreicht den Topos von Blut und Boden“.
Am 9. November 1938 war Böhmcker bei einer Gedenkveranstaltung der nationalsozialistischen Führung im Alten Rathaussaal in München anwesend. Als die Nachricht vom Tode des Legationssekretärs Ernst Eduard vom Rath eintraf, hielt Joseph Goebbels vor den versammelten SA und Partei-Führern eine antisemitische Hetzrede, in der er „die Juden“ für den Tod vom Raths verantwortlich machte. Böhmcker befahl der SA-Gruppe Nordsee, wie von der NSDAP-Führung deutschlandweit beschlossen, Synagogen und jüdische Geschäfte in der Nacht zum 10. November zu zerstören (Reichspogromnacht). Diesem Befehl fielen allein in Bremen und in den preußischen Umlandgemeinden Platjenwerbe und Groß-Lesum fünf Menschen zum Opfer.
1940 wurde Böhmcker auch SA-Obergruppenführer. Mit einer Bremer Wirtschaftsdelegation reiste er 1940 in die 6 Monate zuvor von den Nazis besetzten Niederlande, wo sein Vetter Hans Böhmcker von 1940 bis 1942 in der Besatzungsverwaltung unter dem Reichskommissar für die Niederlande Arthur Seyß-Inquart eingesetzt war. Begleitet wurde die Delegation auch von dem Direktor der Kunsthalle Bremen, Emil Waldmann, der zu Böhmcker ein freundliches Verhältnis entwickelt hatte, und kauften nach Waldmanns Auswahl gemeinsam Werke niederländischer und italienischer Meister für die Stadt und die Kunsthalle auf.
Während seiner gesamten Amtszeit hielt Böhmcker, der als vorbestrafter Schläger den Spitznamen „Latten-Heini“ führte, an seinem bereits aus Eutin bekannten groben Verhalten fest und ließ politische Gegner mit Nachdruck und ohne Rücksicht verfolgen.

## Tod und Begräbnisfeierlichkeiten
Böhmcker verstarb während einer Eisenbahnfahrt am 16. Juni 1944 in der Nähe von Hannover an einem Herzschlag. Die Begräbnisfeierlichkeiten gaben den Bremer Nationalsozialisten noch einmal Gelegenheit, die Schauseite des Regimes zu inszenieren. Nach der Aufbahrung und dem Staatsakt im Alten Rathaus am 21. Juni fand eine Parade mit mehreren hundert Männern, Kompanien der Wehrmacht, der Schutzpolizei, dem Ehrensturm der SA-Standarte „Feldherrnhalle“, einem SA- und NSKK-Sturm, diversen Marschblöcken von SS und Reichsarbeitsdienst vom Rathaus bis zur Schwachhauser Heerstr. statt. Direkt dem Sarg folgte die Witwe mit Angehörigen und weiteren Trauergästen, die dann zur Einäscherung zum Krematorium auf dem Riensberger Friedhof gefahren wurden. Am 22. Juni fand dann die Urnenbeisetzung im Schlosspark von Etelsen statt.

## Privates und Familie
Böhmcker war seit dem 29. August 1941 verheiratet mit Frieda Marie Valsechi, geb. Kreide, mit der er 2 Söhne hatte. Frieda Marie Valsechi, selbst Parteimitglied seit 1931, war die Witwe des SA-Oberführers Johannes Karl Ernst August (genannt Hans) Valsechi (1904–1940), der Böhmckers Adjutant und mit dem er zudem gut befreundet war. Das Paar hatte 3 Töchter. Nach Böhmckers Tod verwehrte der Bremer Senat Frieda Marie Böhmcker die von ihr beantragte Staatspension als Bürgermeisterswitwe, da Böhmcker im Entnazifizierungsverfahren 1949/50 auch nach Berufung weiterhin als Hauptschuldiger eingestuft wurde. Sie heiratete dann in dritter Ehe Wilhelm Estorff, der wie ihre beiden zuvor verstorbenen Ehegatten ebenfalls aus Eutin stammte und auch SA-Funktionsträger war.
Der spätere Lübecker NSDAP-Senator Hans Böhmcker (1899–1942) war Böhmckers Vetter.